# دوداس (فیلم ۱۹۷۹)
دوداس (به هندی: Devdas) فیلمی محصول سال ۱۹۷۹ و به کارگردانی دیلیپ روی است. در این فیلم بازیگرانی همچون سومیترا چاترجی، سومیترا موکرجی، سوپریا دوی و اوتام کومار ایفای نقش کرده‌اند.